# Pematang Panjang (Sijunjung)
Pematang Panjang is een bestuurslaag in het regentschap Sijunjung van de provincie West-Sumatra, Indonesië. Pematang Panjang telt 5822 inwoners (volkstelling 2010).